# Mike Monty
Mike Monty (eigentlich Michael O’Donahue; * 23. Oktober 1936 in Chattanooga, Tennessee; † 4. August 2006 in Rom, Italien) war ein US-amerikanischer Schauspieler und Drehbuchautor.

## Leben
Michael „Mike“ O’Donahue kam Anfang der 1960er Jahre aus den USA nach Rom, wo er zunächst als Statist und später als Darsteller in verschiedenen Italowestern, Kriegsfilmen und Horrorstreifen Arbeit fand. Nach dem Niedergang des italienischen Genrekinos folgten diverse Rollen in Sexfilmen sowie in zahlreichen Produktionen, die auf den Philippinen gedreht wurden. O’Donahue alias Mike Monty, der unter verschiedenen Varianten seines Namens geführt wurde, spielte nach dieser action-orientierten Zeit zuletzt in japanischen Produktionen. Er starb 2006 an einem Herzinfarkt.

## Filmografie (Auswahl)
- 1971: Adios Companeros (Giù la testa… hombre)
- 1972: Allegri becchini… arriva Trinità
- 1973: Die Leichenfabrik des Dr. Frankenstein (Terror! Il castello delle donne maledette)
- 1977: Wüstenfüchse kennen kein Erbarmen (Kaput Lager - Gli ultimi giorni delle SS)
- 1979: Blutspur (Bloodline)
- 1979: Sabine S. – Durch Liebe weg vom Stoff (Une Femme spéciale)
- 1980: Emmanuelle geht nach Cannes (Emmanuelle à Cannes)
- 1981: Massagesalon blutjunger Mädchen (Carnet intime d'une Thailandaise)
- 1983: Atlantis Inferno (I predatori di Atlantide)
- 1983: Die Insel der blutigen Plantage
- 1983: Ninja-Jäger (Blood Debts)
- 1985: Die Jäger der goldenen Göttin (La leggenda del rubino malese)
- 1987: Cobra Force (Strike Commando)
- 1987: Der Kampfgigant (Double Target)
- 1988: Bye Bye Vietnam (Angel Hill: l'ultima missione)
- 1988: Desert Warrior
- 1988: Zombie III
- 1988: Der Commander
- 1989: Black Cobra II: Einsatz in Manila (Black Cobra 2)
- 1990: The Black Cobra III (BLack Cobra 3 - Manila Connection)